# Typhlatya
Typhlatya é um género de crustáceo da família Atyidae.

## Espécies
Este género contém as seguintes espécies:
- Typhlatya iliffei
- Typhlatya monae
- Typhlatya rogersi